# 28. pehotna divizija (ZDA)
Za druge 28. divizije glejte 28. divizija.
28. pehotna divizija (izvirno angleško 28th Infantry Division) je bila pehotna divizija Kopenske vojske ZDA.